# Livro Velho de Linhagens
O Livro Velho de Linhagens é o primeiro exemplo conhecido em Portugal de um nobiliário, um compêndio histórico-genealógico de famílias nobres.
O original foi produzido em torno de 1270-1290 por autor desconhecido, geralmente atribuído a um clérigo do Mosteiro de Santo Tirso. Foi escrito em galego-português, declarando no prólogo seu propósito de demostrar a origem de 175 famílias da principal nobreza portuguesa em cinco famílias de grande prestígio e antiguidade — Sousa, Maia, Bragançãos, Baião e Ribadouro — às quais atribuiu o papel de fundadoras do Reino de Portugal, excluindo a família real da narrativa.
Escrito no contexto da oposição da alta nobreza à política de centralização do poder pela Coroa e cerceamento dos privilégios da aristocracia guerreira que vinha sendo implementada desde o reinado de Afonso III, o livro incorpora mitos fundadores de credibilidade duvidosa, além de citar fatos, personagens e relações familiares cuja historicidade não foi comprovada em outras fontes. Indo além da simples documentação genealógica e memorialista, seu conteúdo tem uma proeminente função apologética, simbólica e política. No tempo da sua escrita as cinco famílias originais já estavam em decadência ou haviam se extinguido na linha masculina, mas segundo José d'Assunção Barros e Maria do Rosário Ferreira, deve ter servido para legitimar as pretensões das outras famílias novas que, reivindicando raízes nas cinco linhagens de grande tradição, desejavam ser consideradas herdeiras dos seus méritos, prerrogativas e benesses.
O manuscrito original foi perdido e o material remanescente é fragmentário. Das cinco famílias propostas no prólogo somente duas são desenvolvidas, os Sousa e Maia, e somente esta última tem um tratamento realmente substancial. Devido à ênfase nos Maia e à inclinação filo-castelhana dos trechos narrativos, é provável que a obra tenha sido patrocinada pela casa de Riba de Vizela, descendente dos Maia via feminina e a única família da alta nobreza portuguesa que na época ainda tinha fortes ligações com Castela. O Mosteiro de Santo Tirso, onde viveu seu provável autor, tradicionalmente havia sido fundado pelos Maia.
Foi uma das fontes principais para a escrita do Livro de Linhagens do conde D. Pedro, e foi publicado em versão impressa por António Caetano de Sousa em 1739, e depois por Alexandre Herculano, em Portugaliæ Monumenta Historica. Para José Carlos Ribeiro Miranda, é um "marco de extrema importância na alteração do perfil da cultura aristocrática em Portugal", onde "a aristocracia inaugurava o seu pronunciamento no capítulo da definição da terra que reclamava como sua e da legitimidade do seu comando, socorrendo-se para isso da sua representação da memória".
"O Livro Velho de Linhagens sempre foi visto como uma coleção documental mais do que como uma obra dotada de um significado historiográfico preciso e relevante. Quando recentemente foi reeditado, a preocupação dominante foi torná-lo aproveitável pelos historiadores da sociedade medieval, que ali encontravam preciosas identificações, relações familiares e informações desse tipo. [...] O Livro Velho de Linhagens deve ser visto como um discurso ideológico que visa a representação do passado, e não apenas como uma coleção de dados documentais. Esse discurso ideológico tem como propósito integrar as mais relevantes linhagens portuguesas num ambiente não estritamente regional ou nacional, mas sim ibérico, indo aí buscar argumentos para completar uma reclamação de legitimidade que tem na conquista da terra o seu maior fundamento".